# Решітчастий лабіринт
Решітчастий лабіринт (лат. labyrinthus ethmoidalis) — парна складова решітчастої кістки мозкового черепа, складається з двох кісткових мас, розташованих обабіч перпендикулярної пластинки. Заглибини (комірки) обох лабіринтів називаються решітчасті комірки (cellulae ethmoidales), вони є однією з чотирьох парних навколоносових пазух. Розміри і кількість їх можуть різнитися. Залежно від розташування виділяють передню і задню групи комірок. Комірки решітчастої кістки формують пазухи разом з прилеглими ділянками лобової, верхньощелепних, слізних, клиноподібної і піднебінних кісток. Розташовані між верхніми частинами порожнини носа й очними ямками, відділені від них тонкими кістковими пластинками.

## Групи комірок
Групи решітчастих комірок відкриваються в носові ходи.
- Задня група комірок (sinus ethmoidalis posterior) відкривається у верхній носовий хід над середніми носовими раковинами; іноді одна чи кілька комірок можуть відкриватися в клиноподібну пазуху.
- Передня група комірок (sinus ethmoidalis anterior) відкривається у середній носовий хід через решітчасту лійку (infundibulum ethmoidale).

Ці дві групи розділені базальною пластинкою (lamella basalis). Вона є однією з багатьох кісткових перегородок і більшою частиною поміщається всередині решітчастого лабіринту. Медіально пластинка переходить у кісткову частину середньої раковини.

## Комірки Галлера
Комірки Галлера, інфраорбітальні решітчасті комірки чи максило-етмоїдальні комірки (cellulae ethmoidales infraorbitales) — комірки, розташовані нижче очних ямок латеральніше очноямкової пластинки решітчастої кістки (lamina papyracea). Можуть йти догори від передніх чи задніх груп решітчастих комірок. Названі на честь швейцарського анатома Альбрехта фон Галлера.

## Іннервація
Решітчасті комірки іннервуються сенсорними волокнами від переднього і заднього решітчастих нервів, а також очноямковими гілками крилоподібного ганглія, що проводять постгангліонарні парасимпатичні нервові волокна з лицевого нерва для забезпечення секреції слизу.

## Розвиток
Комірки решітчастої кістки відсутні на момент народження, але можуть бути виявлені ближче до 2 років засобами КТ.

## Клінічне значення
Запалення слизової оболонки лабіринту (етмоїдит) і етмоїдальна карцинома, поширюючись догори, можуть спричинити менінгіт чи лікворею, а поширюючись латерально — екзофтальм і диплопію.